# Brachyhesma femoralis
Brachyhesma femoralis är en biart som beskrevs av Exley 1977. Brachyhesma femoralis ingår i släktet Brachyhesma och familjen korttungebin. Inga underarter finns listade.

## Bildgalleri

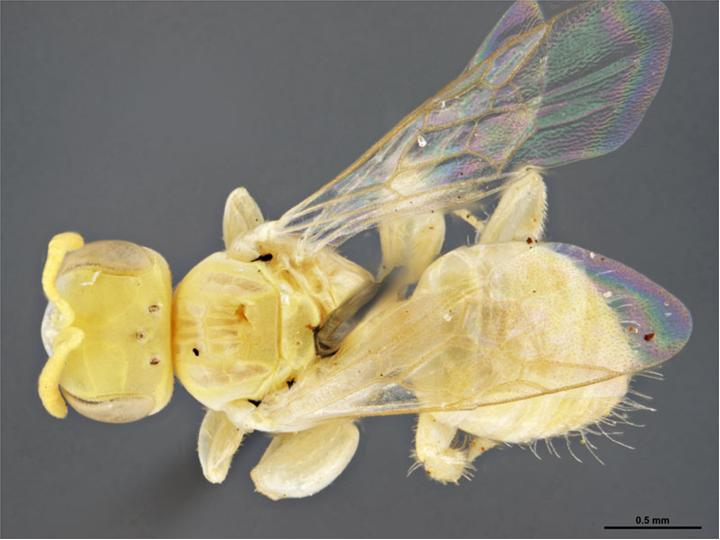